# Kanton Apt
Der Kanton Apt ist seit 1790 ein französischer Wahlkreis im Département Vaucluse in der Region Provence-Alpes-Côte d’Azur. Er hat den Hauptort Apt und wurde 2015 im Rahmen einer landesweiten Neugliederung der Kantone von 13 auf 27 Gemeinden erweitert.

## Gemeinden
Der Kanton besteht aus 27 Gemeinden und Gemeindeteilen mit insgesamt 30.409 Einwohnern (Stand: 1. Januar 2022) auf einer Gesamtfläche von 677,84 km²:
| Gemeinde                  | Einwohner 1. Januar 2022 | Fläche km² | Dichte Einw./km² | Code INSEE | Postleitzahl |
| ------------------------- | ------------------------ | ---------- | ---------------- | ---------- | ------------ |
| Apt                       | 10.297                   | 44,57      | 231              | 84003      | 84400        |
| Auribeau                  | 70                       | 7,50       | 9                | 84006      | 84400        |
| Beaumettes                | 308                      | 2,59       | 119              | 84013      | 84220        |
| Bonnieux                  | 1.166                    | 51,12      | 23               | 84020      | 84480        |
| Buoux                     | 103                      | 17,54      | 6                | 84023      | 84480        |
| Caseneuve                 | 519                      | 18,11      | 29               | 84032      | 84750        |
| Castellet-en-Luberon      | 114                      | 9,84       | 12               | 84033      | 84400        |
| Gargas                    | 3.020                    | 14,90      | 203              | 84047      | 84400        |
| Gignac                    | 73                       | 8,15       | 9                | 84048      | 84400        |
| Gordes                    | 1.664                    | 48,04      | 35               | 84050      | 84220        |
| Goult                     | 1.067                    | 23,77      | 45               | 84051      | 84220        |
| Joucas                    | 348                      | 8,29       | 42               | 84057      | 84220        |
| Lacoste                   | 453                      | 10,66      | 42               | 84058      | 84480        |
| Lagarde-d’Apt             | 30                       | 21,79      | 1                | 84060      | 84400        |
| Lioux                     | 287                      | 38,89      | 7                | 84066      | 84220        |
| Ménerbes                  | 967                      | 30,27      | 32               | 84073      | 84560        |
| Murs                      | 390                      | 31,27      | 12               | 84085      | 84220        |
| Oppède                    | 1.285                    | 24,10      | 53               | 84086      | 84580        |
| Roussillon                | 1.318                    | 29,77      | 44               | 84102      | 84220        |
| Rustrel                   | 682                      | 28,26      | 24               | 84103      | 84400        |
| Saignon                   | 922                      | 19,60      | 47               | 84105      | 84400        |
| Saint-Martin-de-Castillon | 695                      | 38,21      | 18               | 84112      | 84750        |
| Saint-Pantaléon           | 207                      | 0,78       | 265              | 84114      | 84220        |
| Saint-Saturnin-lès-Apt    | 2.986                    | 75,79      | 39               | 84118      | 84490        |
| Sivergues                 | 44                       | 9,39       | 5                | 84128      | 84400        |
| Viens                     | 624                      | 34,59      | 18               | 84144      | 84750        |
| Villars                   | 770                      | 30,05      | 26               | 84145      | 84400        |
| Kanton Apt                | 30.409                   | 677,84     | 45               | 8401       | –            |

Bis zur landesweiten Neugliederung der Kantone 2015 bestand der Kanton Apt aus folgenden 13 Gemeinden: Apt, Auribeau, Caseneuve, Castellet, Gargas, Gignac, Lagarde-d’Apt, Rustrel, Saignon, Saint-Martin-de-Castillon, Saint-Saturnin-lès-Apt, Viens, Villars. Sein Zuschnitt entsprach einer Fläche von 350,12 km2.